# Vehículo anfibio
Un vehículo anfibio (o, simplemente: anfibio) es un vehículo o aparato que puede operar tanto en tierra como en mar y lagos, por lo cual recibe el nombre de anfibio.
La definición se aplica tanto a vehículos terrestres como marítimos y de cualquier envergadura, tanto con motor como sin él y que van desde bicicletas, automóviles, barcos, vehículos militares e incluso aerodeslizadores, ekranoplanos o hidroaviones dotados de tren de aterrizaje y capaces por tanto de aterrizar en una pista.

## Ámbito militar
Tienen especial relevancia los vehículos militares de asalto anfibio por su capacidad para transportar tropas de asalto de infantería, junto con su material, y desembarcarlas en tierra sin la necesidad de un puerto practicable.
Estrictamente, los vehículos militares anfibios, fueron desarrollados y perfeccionados especialmente durante y a partir de la Segunda Guerra Mundial, y más en concreto por las potencias beligerantes implicadas en la Guerra o Teatro del Pacífico como Japón y Estados Unidos. Este fue un hecho derivado de la experiencia en la guerra anfibia de la Primera Guerra Mundial, y la necesidad de perfeccionar este arte. Tanto es así que las lanchas LCVP (siglas del inglés: Landing Craft, Vehicle, Personnel) han llegado a ser consideradas como el arma más importante de la Segunda Guerra Mundial por su capacidad de mantener un continuo abastecimiento y renovación de tropas.

## Vehículos de ruedas

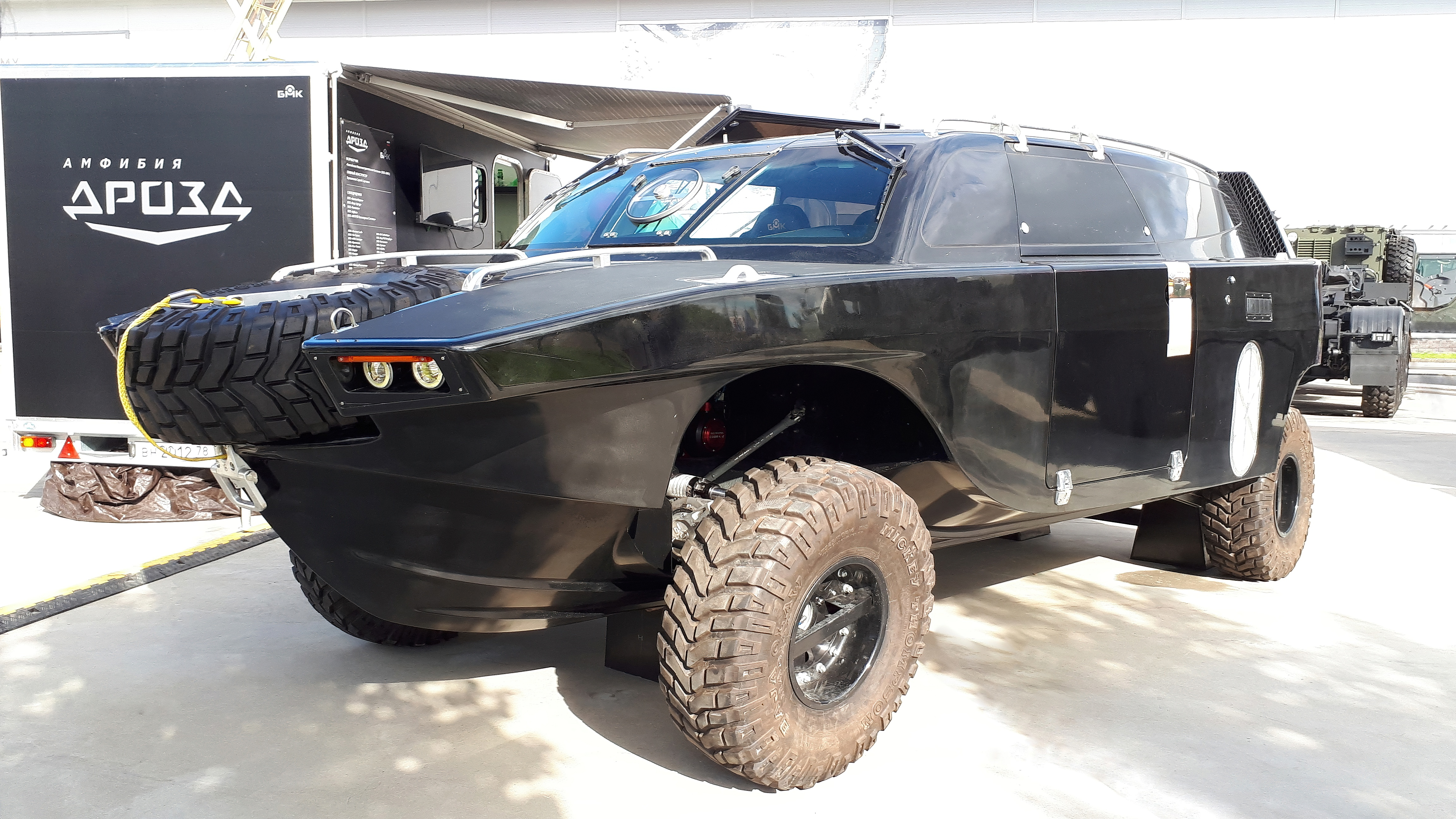
Vehículo anfibio "Zorzal" en la exposición "Ejército-2020"

### Autobús

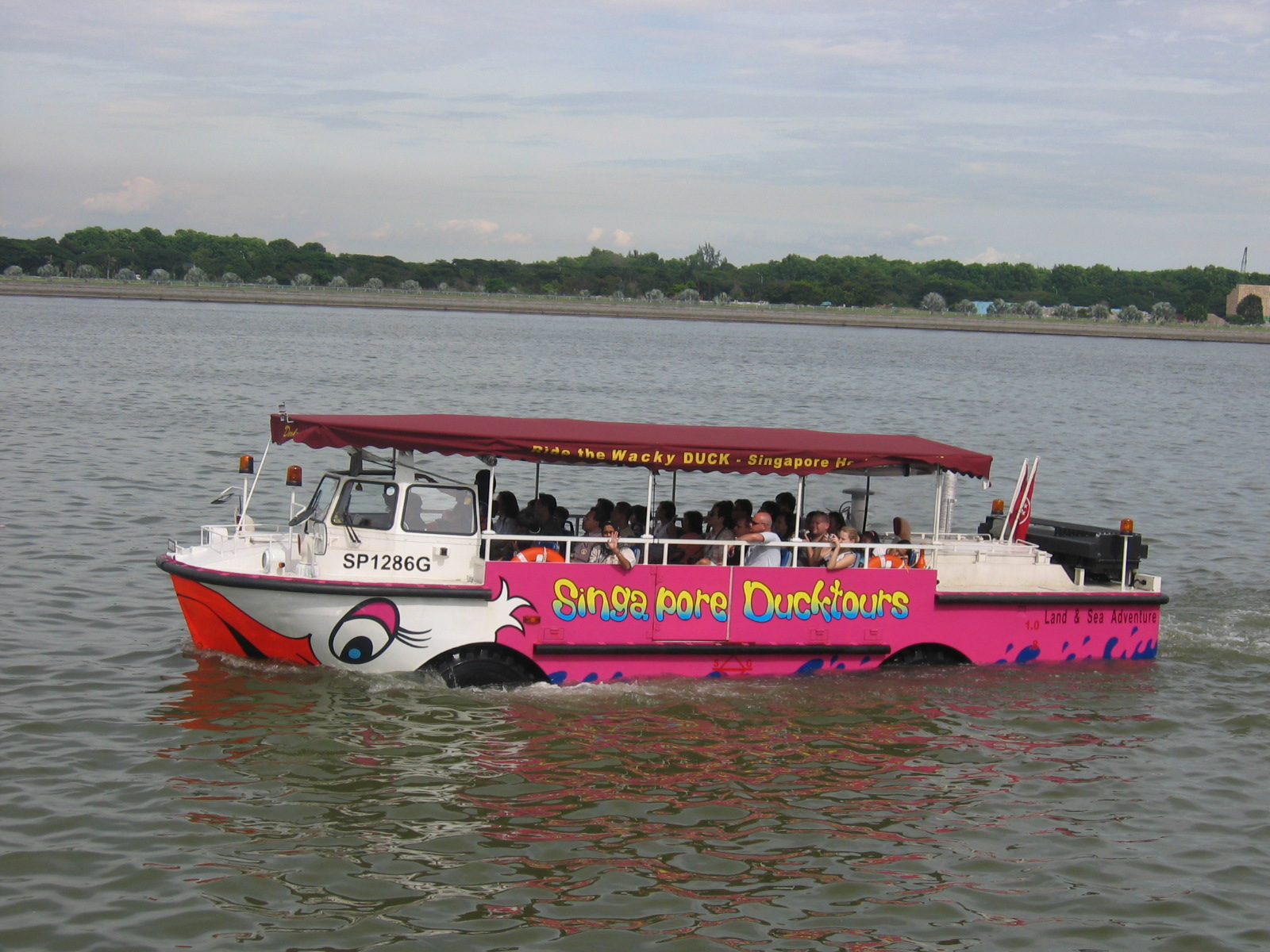
Duck tour en Singapur

Los autobuses anfibios se utilizan en algunos lugares como atracción turística (como los Duck tour) o para rescate. Un diseño reciente es el AmphiCoach GTS-1.

### Bicicletas

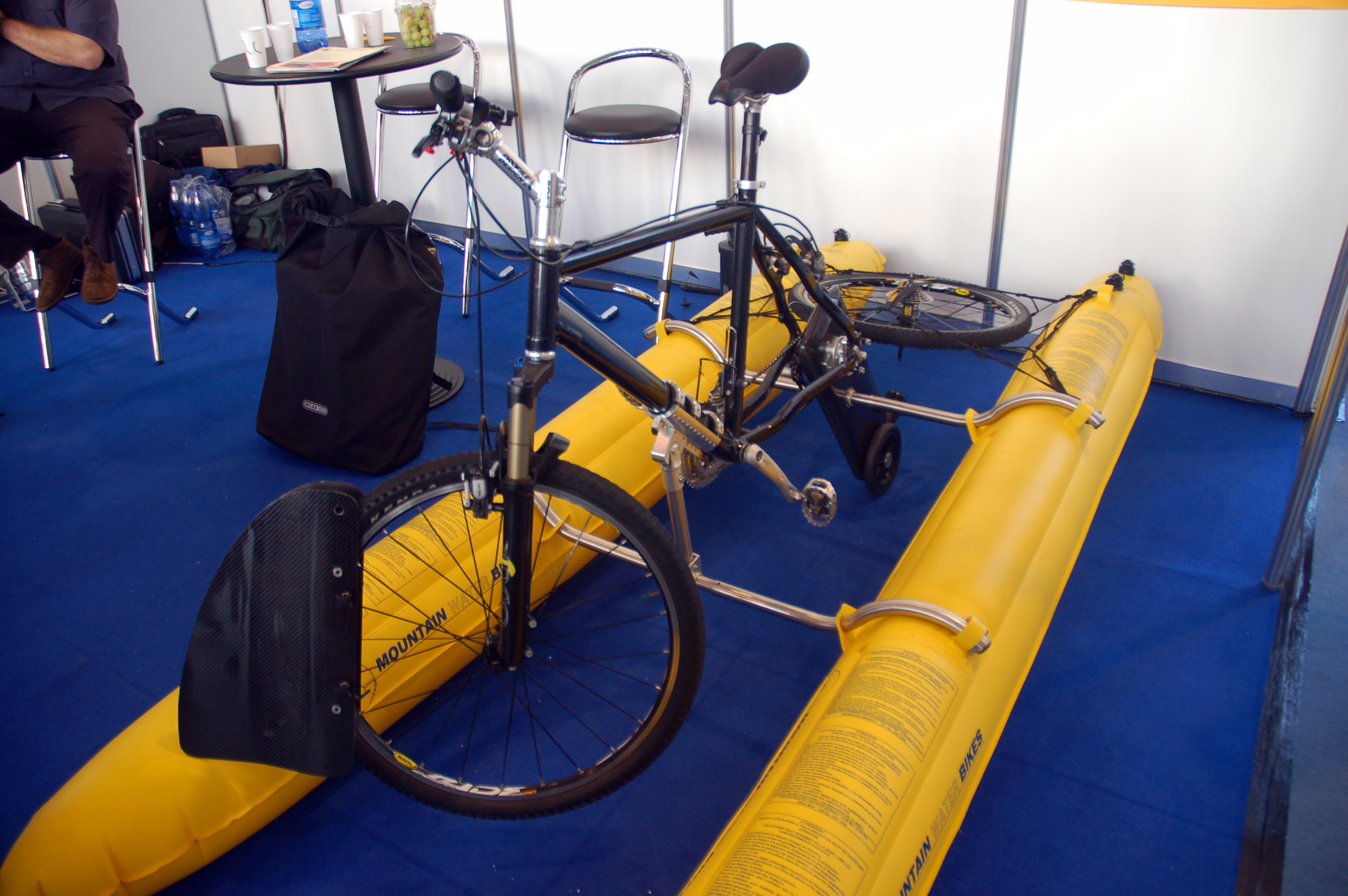
Bicicleta anfibia

Una bicicleta semi-anfibia es capaz de operar tanto en tierra como en agua. Esto incluye corrientes de agua e inundaciones (con alternancia entre carretera seca, agua estática y corrientes de agua).
El diseño que ha recibido más cobertura es la Bicicleta de Saidullah. La bicicleta utiliza cuatro flotadores rectangulares inflados con aire para la flotabilidad y tiene propulsión gracias a dos aspas de ventilador atadas a los radios. Moraga’s Cyclo Amphibious utiliza un marco simple de triciclo para apoyar tres flotadores que proporcionan tanto la flotación como el empuje. Las alas de las ruedas motrices propulsan el vehículo de forma similar a una rueda de paletas.
Otro diseño es el de SBK Engineering Shuttle-Bike. Consta de dos flotadores inflables con correas que permiten transportar una bicicleta con pasajero. El conjunto, cuando está desinflado, cabe en una mochila para que la pueda llevar el ciclista.
Otro vehículo anfibio, destacado en el Southern Daily Echo (5 de junio de 2008) y el Daily Telegraph (6 de junio de 2008), es el de siete estudiantes de ingeniería en la Universidad de Southampton. El ciclo anfibio combina un marco recostado con flotadores separados y es propulsado mediante una rueda de paletas. Una prueba de velocidad sobre el agua alcanzó una media de 1.12 m/s. El ciclista fue capaz de transicionar el ciclo dentro y fuera del agua sin ayuda. Este prototipo elegante tiene una aplicación real en las zonas urbanas de inundaciones, así como aplicaciones en la industria del ocio.
El más reciente vehículo anfibio fue creado por cinco estudiantes de ingeniería en Calvin College como un proyecto de diseño de alto nivel (mayo de 2010). Este vehículo mejora diseños anteriores, permitiendo la transición del agua a la tierra.

## Fuente
- Esta obra contiene una traducción parcial derivada de «Amphibious vehicle» de Wikipedia en inglés, publicada por sus editores bajo la Licencia de documentación libre de GNU y la Licencia Creative Commons Atribución-CompartirIgual 4.0 Internacional.